# El Dorado World Tour
De El Dorado World Tour was de zesde wereldtournee van de Colombiaanse zangeres Shakira, ter ondersteuning van haar elfde studioalbum, El Dorado . De tour omvatte in totaal 54 shows en bezocht Europa, Azië, Noord-Amerika en Latijns-Amerika. Het was haar eerste tour in zeven jaar, sinds The Sun Comes Out World Tour. De tour begon op 3 juni 2018 in Hamburg, Duitsland en eindigde op 3 november 2018 in Bogotá, Colombia. De tour zou in november 2017 beginnen, maar vanwege een bloeding die ze opliep tijdens haar laatste repetitieronde, werd de hele tour uitgesteld tot midden 2018.

## Achtergrond
De tournee werd bekendgemaakt met een tweet van Shakira met zo'n vlaggen van 18 landen en een link die gericht werd naar een abonnement op de nieuwsbrief van haar muzieklabel. De tour werd dan nog eens aangekondigd drie dagen later, op 27 juni 2017 en was voornamelijk gesponsord door Rakuten.
De tournee zou op 8 november beginnen, in Keulen, Duitsland, maar vanwege problemen met stemgeluiden tijdens haar tourrepetities, te wijten aan ene bloeding eind oktober, werd de datum geannuleerd. Uiteindelijk werden ook alle andere Europese shows uitgesteld, waaronder de beide shows in Parijs en de volgende in Antwerpen en Amsterdam, gevolgd door de Noord-Amerikaanse datums opgeschoven. De tour begon uiteindelijk in juni 2018.

## Setlist
Deze setlist werd gebruikt voor de show op 3 juni 2018 in Hamburg, Duitsland. Het vertegenwoordigt niet alle datums van de tour.
1. "Estoy Aquí" / "Dónde Estás Corazón?"
2. "She Wolf"
3. "Si Te Vas"
4. "Nada "
5. "Perro Fiel" (met stukjes "El Perdón")
6. "Underneath Your Clothes"
7. "Ma Enamoré"
8. "Inevitable"
9. "Chantaje"
10. "Whenever, Wherever" (met samples van "Ojos Así" and "Despedida")
11. "Tú"
12. "Amarillo"
13. "La Tortura"
14. "Antología"
15. "Can't Remember to Forget You" (met Rihanna op screen)
16. "Loca" / "Rabiosa" (Spanish version)
17. "Dare (La La La)" / "Waka Waka (This Time for Africa)"

Encore
1. "Toneladas"
2. "Hips Don't Lie"
3. "La Bicicleta"

## Shows
| Datum                   | Stad             | Land                   | Plaats                         | Opening act(s)       | Opkomst                 | Opbrengst      |
| Leg 1 — Europa          | Leg 1 — Europa   | Leg 1 — Europa         | Leg 1 — Europa                 | Leg 1 — Europa       | Leg 1 — Europa          | Leg 1 — Europa |
| ----------------------- | ---------------- | ---------------------- | ------------------------------ | -------------------- | ----------------------- | -------------- |
| 3 juni 2018             | Hamburg          | Duitsland              | Barclaycard Arena              | Salva                | —                       | —              |
| 5 juni 2018             | Keulen           | Duitsland              | Lanxess Arena                  | Salva                | 12,643 / 15,184         | $986,682       |
| 7 juni 2018             | Antwerpen        | België                 | Sportpaleis                    | Salva                | —                       | —              |
| 9 juni 2018             | Amsterdam        | Nederland              | Ziggo Dome                     | Salva                | —                       | —              |
| 11 juni 2018            | Londen           | Verenigd Koninkrijk    | O2 Arena                       | Salva                | 14,119 / 17,804         | $1,203,810     |
| 13 juni 2018            | Parijs           | Frankrijk              | AccorHotels Arena              | Salva                | 29,067 / 31,700         | $2,235,262     |
| 14 juni 2018            | Parijs           | Frankrijk              | AccorHotels Arena              | Salva                | 29,067 / 31,700         | $2,235,262     |
| 17 juni 2018            | München          | Duitsland              | Olympiahalle                   | Salva                | —                       | —              |
| 19 juni 2018            | Esch-sur-Alzette | Luxemburg              | Rockhal                        | Salva                | —                       | —              |
| 21 juni 2018            | Milaan           | Italië                 | Mediolanum Forum               | Salva                | —                       | —              |
| 22 juni 2018            | Zürich           | Zwitserland            | Hallenstadion                  | Salva                | 13,893 / 13,893         | $1,062,990     |
| 24 juni 2018            | Bordeaux         | Frankrijk              | Bordeaux Métropole Arena       | Salva                | —                       | —              |
| 25 juni 2018            | Montpellier      | Frankrijk              | Sud de France Arena            | Salva                | —                       | —              |
| 28 juni 2018            | Lissabon         | Portugal               | Altice Arena                   | Salva                | 17,219 / 18,565         | $1,153,896     |
| 30 juni 2018            | Bilbao           | Spanje                 | Bizkaia Arena                  | Salva                | —                       | —              |
| 1 juli 2018             | La Coruña        | Spanje                 | Coliseum da Coruña             | Salva                | —                       | —              |
| 3 juli 2018             | Madrid           | Spanje                 | WiZink Center                  | Salva                | 15,810 / 15,961         | $1,510,116     |
| 6 juli 2018             | Barcelona        | Spanje                 | Palau Sant Jordi               | Salva                | —                       | —              |
| 7 juli 2018             | Barcelona        | Spanje                 | Palau Sant Jordi               | Salva                | —                       | —              |
| 11 juli 2018            | Istanbul         | Turkey                 | Vodafone Park                  | —                    | —                       | —              |
| Leg 2 — Azië            |                  |                        |                                |                      |                         |                |
| 13 juli 2018            | Bsharri          | Libanon                | Cedars of God                  | —                    | —                       | —              |
| Leg 3 — Noord-Amerika   |                  |                        |                                |                      |                         |                |
| 3 augustus 2018         | Chicago          | United States          | United Center                  | Salva                | 12,698 / 13,555         | $1,495,163     |
| 4 augustus 2018         | Detroit          | United States          | Little Caesars Arena           | Salva                | 8,555 / 12,292          | $660,154       |
| 7 augustus 2018         | Toronto          | Canada                 | Scotiabank Arena               | Salva                | 13,703 / 13,703         | $1,224,134     |
| 8 augustus 2018         | Montreal         | Canada                 | Bell Centre                    | Salva                | 11,625 / 11,625         | $1,149,640     |
| 10 augustus 2018        | New York         | Verenigde Staten       | Madison Square Garden          | Salva                | 12,921 / 12,921         | $2,003,172     |
| 11 augustus 2018        | Washington, D.C. | Verenigde Staten       | Capital One Arena              | Salva                | 12,954 / 13,654         | $1,430,669     |
| 14 augustus 2018        | Orlando          | Verenigde Staten       | Amway Center                   | Salva                | 11,024 / 11,024         | $1,056,389     |
| 15 augustus 2018        | Sunrise          | Verenigde Staten       | BB&T Center                    | Salva                | 10,693 / 10,693         | $1,058,920     |
| 17 augustus 2018        | Miami            | Verenigde Staten       | American Airlines Arena        | Salva                | 23,399 / 23,399         | $2,824,054     |
| August 18, 2018         | Miami            | Verenigde Staten       | American Airlines Arena        | Salva                | 23,399 / 23,399         | $2,824,054     |
| 21 augustus 2018        | Dallas           | Verenigde Staten       | American Airlines Center       | Salva                | 12,265 / 13,027         | $1,331,059     |
| 22 augustus 2018        | Houston          | Verenigde Staten       | Toyota Center                  | Salva                | 11,085 / 11,467         | $1,486,730     |
| 24 augustus 2018        | San Antonio      | Verenigde Staten       | AT&T Center                    | Salva                | 12,967 / 13,750         | $1,417,604     |
| 26 augustus 2018        | Phoenix          | Verenigde Staten       | Talking Stick Resort Arena     | Salva                | 11,952 / 12,048         | $1,223,755     |
| 28 augustus 2018        | Inglewood        | Verenigde Staten       | The Forum                      | Salva                | 25,134 / 25,134         | $2,386,573     |
| 31 augustus 2018        | Anaheim          | Verenigde Staten       | Honda Center                   | Salva                | 12,169 / 14,457         | $1,095,346     |
| 1 september 2018        | Las Vegas        | Verenigde Staten       | MGM Grand Garden Arena         | Salva                | 11,851 / 11,851         | $1,331,232     |
| 3 september 2018        | Inglewood        | Verenigde Staten       | The Forum                      | Salva                |                         |                |
| 5 september 2018        | San Diego        | Verenigde Staten       | Valley View Casino Center      | Salva                | 9,539 / 9,539           | $1,886,387     |
| 6 september 2018        | San Jose         | Verenigde Staten       | SAP Center                     | Salva                | 11,514 / 11,514         | $1,357,728     |
| 7 september 2018        | San Francisco    | Verenigde Staten       | Bill Graham Civic Auditorium   | —                    | —                       | —              |
| Leg 4 — Latijns Amerika |                  |                        |                                |                      |                         |                |
| 11 oktober 2018         | Mexico-Stad      | Mexico                 | Estadio Azteca                 | —                    | —                       | —              |
| 12 oktober 2018         | Mexico-Stad      | Mexico                 | Estadio Azteca                 | —                    | —                       | —              |
| 14 oktober 2018         | Guadalajara      | Mexico                 | Estadio Tres de Marzo          | —                    | —                       | —              |
| 16 oktober 2018         | Monterrey        | Mexico                 | Estadio Universitario          | —                    | —                       | —              |
| 18 oktober 2018         | Punta Cana       | Dominicaanse Republiek | Hard Rock Hotel & Casino       | —                    | —                       | —              |
| 21 oktober 2018         | São Paulo        | Brazilië               | Allianz Parque                 | Cat Dealers          | 44,084 / 44,084         | $3,087,197     |
| 23 oktober 2018         | Porto Alegre     | Brazilië               | Arena do Grêmio                | Cat Dealers          | 28,268 / 28,268         | $2,092,641     |
| 25 oktober 2018         | Buenos Aires     | Argentinië             | Estadio Vélez Sarsfield        | Marko Silva          | —                       | —              |
| 27 oktober 2018         | Rosario          | Argentinië             | Estadio Gigante de Arroyito    | Marko Silva          | —                       | —              |
| 30 oktober 2018         | Santiago         | Chili                  | Estadio Nacional de Chile      | Francisca Valenzuela | 50,282 / 50,282         | $4,075,795     |
| 1 november 2018         | Guayaquil        | Ecuador                | Estadio Modelo Alberto Spencer | Naíza                | —                       | —              |
| 3 november 2018         | Bogotá           | Colombia               | Parque Simón Bolívar           | Systema Solar        | —                       | —              |
| Totaal                  | Totaal           | Totaal                 | Totaal                         | Totaal               | 375,378 / 392,706 (95%) | $37,423,126    |